# Oltenii din Oltenia
Oltenii din Oltenia este un film românesc din 1966 regizat de Alexandru Boiangiu.